# Taladrina

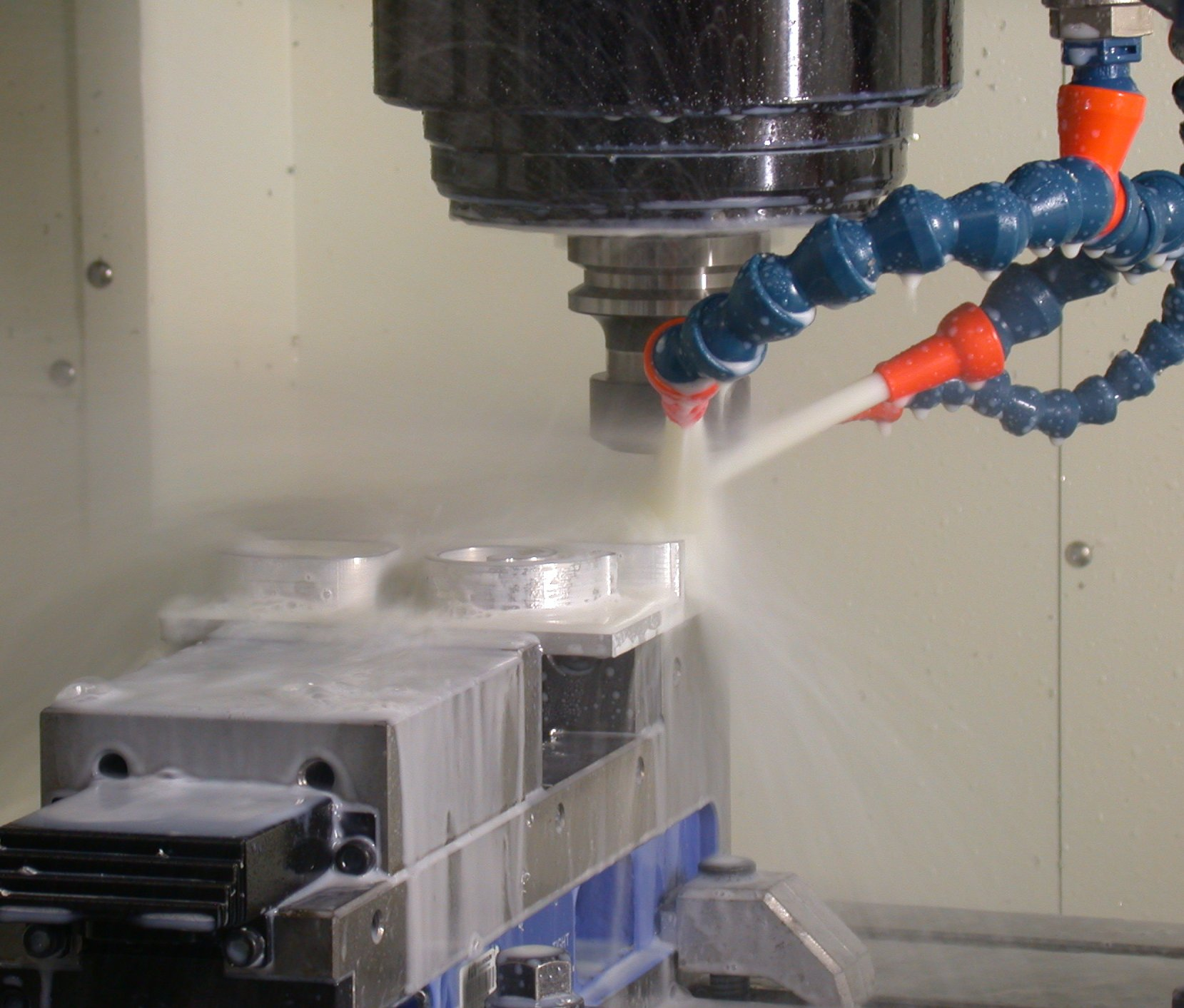
Utilización de taladrina en el fresado de una pieza de aluminio. El lubricante (de color blanco) es rociado sobre el metal por dos mangueras situadas a ambos lados del mismo.

La taladrina o aceite de corte es un producto compuesto por agua y aceites que se utiliza como lubricante y refrigerante en procesos de fabricación de piezas. Su uso es muy habitual en el mecanizado por arranque de viruta de piezas metálicas y, en menor medida, en la transformación del vidrio. Para el mecanizado de materiales compuestos, debido a que las taladrinas convencionales podrían atacar químicamente al material se utilizan fluidos desarrollados específicamente para ese tipo de materiales y que cumplen la misma función lubricante y refrigerante.
Habitualmente circula por un circuito de refrigeración y lubricación que bombea el líquido sobre el filo de la herramienta para evitar un calentamiento excesivo que la pudiese deteriorar rápidamente.

## Propiedades
La taladrina mejora las condiciones físicas y químicas del área de contacto entre los metales, alargando la vida de las herramientas y reduciendo la fricción. También lleva a cabo labores de refrigeración, evitando el sobrecalentamiento de las herramientas y las piezas sobre las que éstas operan. Otros efectos son la evacuación de virutas y limaduras, la prevención del óxido y su efecto limpiador.
En su composición se encuentran aditivos azufrados, parafinas, clorados y también aceites sintéticos (poliglicoles y ésteres). También es habitual la adición de lubricantes sólidos como grafito, disulfuro de molibdeno y disulfuro de zinc.

## Utilización
Según su composición y características, el producto se clasifica en sintético, semisintético y derivados de la emulsión de aceite. Las más utilizadas son las fórmulas basadas en un aceite mineral.
Las máquinas herramientas que habitualmente utilizan taladrina son el torno, la sierra de cinta, la fresadora y el taladro. 
En estas máquinas, la taladrina se encuentra en un depósito desde el cual es bombeada hasta su punto de aplicación (entre la pieza sobre la que se actúa y la pieza móvil de la máquina), desde donde nuevamente recircula hacia el depósito. Durante este proceso, se pierde buena parte del producto; parte del mismo se evapora, otra se derrama y otra se pierde con las virutas generadas.

## Agotamiento
Cuando, debido a su uso continuado, las taladrinas pierden sus propiedades y sufren alteraciones en sus características, se convierten en un residuo peligroso que, como tal, debe ser gestionado debidamente por la empresa usuaria. Los vertidos a los sistemas de desagüe producen graves daños en el medio ambiente, pudiendo provocar desastres entre la fauna piscícola debido a su toxicidad. Por ello, deben eliminarlas gestores de residuos autorizados.
Para su destrucción se emplean diversas técnicas:
- Electrofloculación, que consiste en la aplicación de corriente eléctrica.
- Ultrafiltración, descomposición en membranas.
- Evaporación.
- Floculación con sales de hierro.
- Floculación con floculantes orgánicos.
- Osmosis inversa.